# فيليب شوارتز
فيليب شوارتز (بالألمانية: Philipp Schwartz)‏ هو عالم أمراض وطبيب ألماني، ولد في 19 يوليو 1894 في فرشاتس في صربيا، وتوفي في 1 ديسمبر 1977 في فورت لودرديل في الولايات المتحدة.